# Pedro Parages
Pedro Parages, teljes nevén Pedro Parages Diego-Madrazo (Madrid, 1883. december 17. – Saint-Loubès, 1950. február 15.) spanyol labdarúgó, 1916 és 1926 között a Real Madrid elnöke, korábban annak játékosa.
Elnöksége előtt a klub játékosa is volt, majd az 1924. évi nyári olimpiai játékokon ő volt a spanyol válogatott szövetségi kapitánya.